# Răzvan Burleanu
Răzvan Marian Burleanu (ur. 1 lipca 1984 w Fokszany) – trzydziesty prezes Rumuńskiego Związku Piłki Nożnej. Został wybrany 5 marca 2014 roku Od 25 marca 2012 roku jest też prezydentem Europejskiej Federacji Piłki Nożnej Sześcioosobowej.